# Sendero Luminoso
Die Kommunistische Partei Perus – Leuchtender Pfad (spanisch Partido Comunista del Perú – Sendero Luminoso, kurz PCP-SL), bekannter unter dem Namen Leuchtender Pfad (Sendero Luminoso) ist eine marxistisch-leninistische und maoistische Partei und terroristische Guerillaorganisation in Peru.
Die Organisation entstand Ende der 1960er Jahre aus einer von Abimael Guzmán geführten maoistischen Abspaltung des Partido Comunista Peruano (PCP) an der Universität von San Cristóbal de Huamanga im peruanischen Departamento Ayacucho. Die Guerillaaktivitäten der Gruppe lösten über zehn Jahre andauernde bürgerkriegsähnliche Konflikte in Peru aus, die fast 70.000 Menschen das Leben kosteten, darunter mehrheitlich Angehörige der quechuasprachigen Landbevölkerung.
Die EU führt die Organisation auf ihrer Liste der Terrororganisationen.

## Name
Die Partei bezieht sich in ihrem Namen auf den 1930 verstorbenen peruanischen Politiker, Journalisten und Schriftsteller José Carlos Mariátegui, den Gründer des Partido Socialista del Perú. Der Name bezieht sich auf einen Ausspruch Mariáteguis: „Der Marxismus-Leninismus ist der leuchtende Pfad in die Zukunft.“

## Geschichte
Sendero Luminoso trat erstmals Ende der 1960er-Jahre durch politische Agitation an der Universität von Ayacucho in Erscheinung. Sein Gründer und Anführer, der Philosophieprofessor Abimael Guzmán, hatte Ende der 60er Jahre das China der Kulturrevolution bereist und begann unter diesem Eindruck, Anhänger unter den Studenten zu sammeln. Bei der Formulierung seiner Theorie berief er sich auf die Einschätzung Perus als „halbfeudale“ und „halbkoloniale“ Gesellschaft durch Mariátegui, weil sie den Vorstellungen Mao Zedongs von einer vorrevolutionären Situation ähnelte; gleichzeitig betonte Mariátegui die große Spaltung zwischen der spanisch geprägten Küste und dem indigenen Hochland. Ayacucho war eine der ärmsten Provinzen Perus. Die schlechte Situation und geringe Entwicklungsmöglichkeit der verarmten Bevölkerung im Andenhochland und deren karge Lebensumstände wurden von den verschiedenen Regierungen in Lima nie durchgreifend verbessert. Die Öffnung des Bildungssystems in den 1970er Jahren weckte in der überwiegend indigenen Bevölkerung große Hoffnungen auf Besserung der sozialen Lage, die aber oft enttäuscht wurden: Mit indigenem Aussehen und ohne die notwendigen Beziehungen fand man trotz eines Hochschulabschlusses oft keinen Arbeitsplatz. Dies und die Vernachlässigung der Hochlandregionen verschafften dem Sendero eine gewisse Zustimmung, als er zu Beginn der 1980er Jahre zunächst mit vereinzelten Anschlägen in den Untergrund ging. Sein politisches Ziel war von Anfang an der völlige Umsturz der bestehenden Gesellschaftsordnung durch einen Volkskrieg. Die Bewegung wurzelte vor allem im universitären Milieu, im Schulwesen und in der indigenen Bevölkerung. Gerade auch für Frauen konnten die Forderungen nach Gleichstellung im äußerst patriarchal geprägten Peru attraktiv wirken. Die Mehrzahl der Aktivisten des leuchtenden Pfads hatten bei Aufnahme in die Organisation, das 25. Lebensjahr noch nicht überschritten. Zu Hochzeiten verfügte die Bewegung über ca. 5000 Mitglieder.

### Bewaffneter Kampf

Gebiete in Peru mit Aktivitäten des Sendero Luminoso (Stand 2018)

Während nach dem Ende der Militärdiktatur im Jahr 1980 die Mehrheit der Linksparteien sich im Bündnis Izquierda Unida (IU) zusammenschloss und an den Wahlen teilnahm, rief der Sendero Luminoso zum Wahlboykott auf und erklärte stattdessen den bewaffneten Kampf. Im Gegensatz zu vielen anderen Guerillaorganisationen ging der Sendero nicht direkt zum Kampf über, sondern baute zuerst im Geheimen eine Organisation auf. Über mehrere Jahre hinweg wurden Kämpfer rekrutiert und in sorgfältig geplanten Zellen organisiert. Guzmán, der Anführer der Bewegung, ging in den Untergrund und befehligte die Kämpfer über ein ausgeklügeltes Netz aus Kurieren und toten Briefkästen. Erst als diese Vorbereitungen abgeschlossen waren, schlugen sie zu. Im Frühjahr des Jahres 1980 verbrannten sie als eine der ersten Aktionen die Wahlurnen in einem kleinen Dorf in der Nähe von Ayacucho. Es folgten Überfälle auf Polizeistationen und Dörfer. Bezeichnend für das Funktionieren der Geheimhaltung ist, dass diese Aktionen von der Regierung zunächst nicht als zusammenhängend erkannt, sondern als vereinzelte Sabotageakte gedeutet wurden. Erst relativ spät, als sich die einzelnen Zellen schon lange im offenen Kampf befanden, wurde die dahinter stehende Organisation überhaupt wahrgenommen.
Zu den ersten vom Leuchtenden Pfad ermordeten politischen Amtsinhabern gehörten die Gemeindevorsteher von Uchuraccay (Alejandro Huamán) und Waychao in der Provinz Huanta Ende 1982. Am 29. Dezember 1982 rief die Regierung in der Provinz den Ausnahmezustand aus und stationierte Militäreinheiten in dem Gebiet. Ideologie und Praxis der Senderisten waren von einer in Lateinamerika bis dahin nicht bekannten Radikalität. Abimael Guzmán, der sich „Presidente Gonzalo“ nennen ließ, verlangte absolutes Engagement für die Sache. Da es ihnen an Schusswaffen mangelte, verübten die Rebellen ihre Anschläge meist mit Sprengsätzen, die sie aus in Bergwerken gestohlenen Sprengstoffen anfertigten und die Geschosse oft mit einer Schleuder auf ihre Opfer oder Kampfgegner warfen. Daneben wurden auch alle möglichen Hieb- und Stichwaffen wie Macheten oder improvisierte Speere verwendet.
In den von Sendero kontrollierten Gebieten wurden oft Kämpfer aus der Bevölkerung rekrutiert. Dies geschah teils unter Gewaltandrohung, teils aus ideologischer Überzeugung. In den abgelegenen Regionen des Berglandes kam es zu zahlreichen Massakern an der mehrheitlich indigenen Landbevölkerung. Sowohl die Guerilleros wie auch das Militär bestraften die Zusammenarbeit der Dorfbewohner mit dem jeweiligen Gegner. Dabei wurden zahlreiche Menschen gefoltert, ermordet oder verschleppt. Zu den vom Sendero Luminoso begangenen Massakern gehörte jenes vom 3. April 1983 an 69 Bauern in Lucanamarca. Im Laufe des Jahres 1983 starben in Uchuraccay nach einem Massaker an 9 Journalisten 135 Dorfbewohner, davon 57 Frauen, mehrheitlich durch den Sendero Luminoso, ein Teil auch durch die peruanischen Streitkräfte.

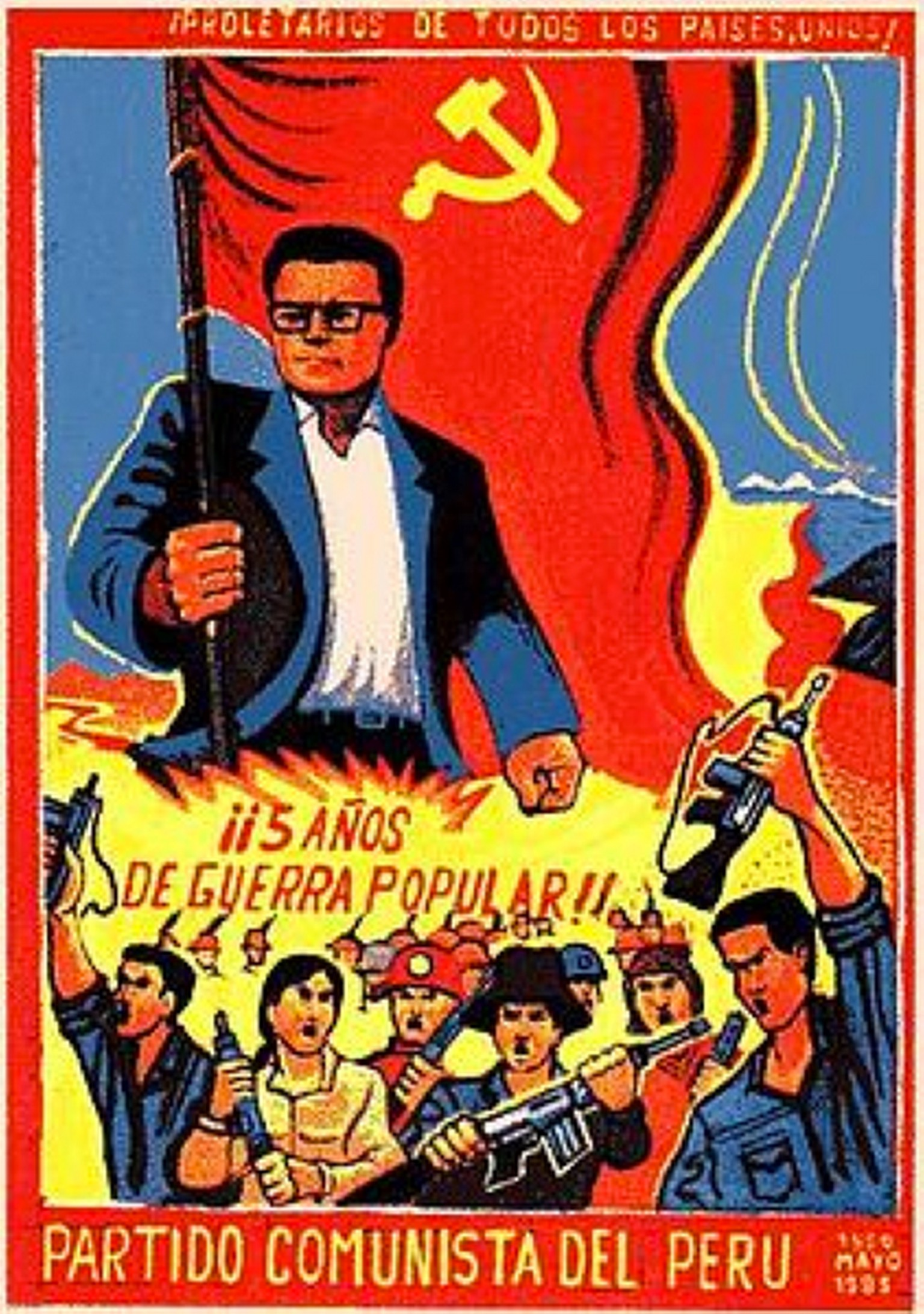
Plakat von Sendero Luminoso mit Abimael Guzmán, „5 Jahre Volkskrieg“.

Ein bevorzugtes Ziel von Mordanschlägen des Leuchtenden Pfads waren Aktivisten der politischen Linken, darunter am 1. November 1984 Cirilo Meza Porta, der kommunistische Bürgermeister des Distrikts Tantamayo (Region Huánuco), am 18. Mai 1988 Jorge Mungia von der Kommunistischen Jugend in Huancayo und am 19. September 1989 der Kommunist Fermín Azparrent Taipe, Bürgermeister von Huamanga (Ayacucho) für die Izquierda Unida. Die Terrorakte führten zu Massenfluchtbewegungen aus den betroffenen Regionen nach Lima. Dadurch weitete der Sendero seinen Aktionsradius immer stärker aus.
Im Juni 1986 revoltierten gefangene Senderisten in diversen Gefängnissen in Lima und Callao. Im Frauengefängnis Santa Mónica sowie in den Anstalten San Juan de Lurigancho und El Frontón gelang es den Aufständischen das Gefängnisinnere zu besetzen und drei Geiseln zu nehmen. Nach Erstürmung durch das Militär kam es zu einem Massaker, bei dem 224 Inhaftierte, meist durch Genickschüsse, ermordet wurden. Bereits zuvor, am 4. Oktober 1985, waren 30 Gefangene im Gefängnis von Lurigancho lebendig verbrannt worden. Diese und weitere Gefängnismassaker führten zu einem internationalen Aufschrei bezüglich der Menschenrechtslage in Peru und wurden vom PCP-SL in einer Kampagne gegen eine vermeintlich „genozidale Politik“ verarbeitet.
In den vom PCP-SL besetzten Gebieten rief dieser die „Volksrepublik Peru“ aus und bezeichnete Guzmán als deren offiziellen Präsidenten. Gewählte „Volkskomitees“ dienten als kommunale Verwaltungseinheiten dieser parallelstaatlichen Struktur und übten juristische, wirtschaftliche und militärische Funktionen aus. Sie bezeichneten sich als „Samen der neuen demokratischen Republik“ und waren vor allem in ländlichen Regionen einflussreich.
In Lima kontrollierte er mit einem dichten Spitzel- und Sympathisantennetz die Elendsviertel, verübte Bombenanschläge, besonders auf die Stromversorgung, und Mordanschläge auf Aktivisten anderer linker Organisationen; so wurde María Elena Moyano Delgado, eine Führungspersönlichkeit der Selbstverwaltung von Villa El Salvador, am 15. Februar 1992 von Sendero Luminoso durch einen Sprengstoffanschlag ermordet. Ein großes Ärgernis war den Maoisten auch die in den Zeiten des Terrors besonders in einigen Quechua-Gegenden der Anden stark wachsenden protestantischen Kirchen, weshalb der Leuchtende Pfad mehrere grausame Attentate gegen evangelikale Christen durchführte, darunter ein Massaker an 31 Gottesdienstteilnehmern einer Pfingstlerkirche in Ccano in der Provinz La Mar im Februar 1990 und der Mord an dem Pastor und Übersetzer der Bibel ins Chanka-Quechua, Rómulo Sauñe Quicaña, im Jahr 1992.
Um 1990 gehörte bereits die Hälfte des Landes zum Aktionsgebiet des Sendero Luminoso.

### Festnahmen und Entwaffnung
Zwei Jahre nach seiner Amtseinführung putschte Perus Präsident Alberto Fujimori 1992 mit Hilfe des Militärs gegen seine eigene Regierung. Gestützt auf Geheimdienst und Militär sowie durch die Bewaffnung von Bürgerwehren (Comités de Autodefensa) in den betroffenen Gebieten, aber auch durch eine Politik der wirtschaftlichen und sozialen Entwicklung, gelang es schließlich, den Sendero Stück für Stück zu zerschlagen. Zudem ging das Militär von einer Politik der brutalen Unterdrückung, die oft ganze Dörfer für die angebliche Unterstützung der Guerillakämpfer bestrafte, zu einer Strategie über, bei der versucht wurde die Landbevölkerung von der Sache der Regierung zu überzeugen. Zum ersten Mal wurden in nennenswertem Ausmaß Offiziere in die Dörfer geschickt, welche Quechua sprachen und oft in der traditionellen Kleidung der Bauern gekleidet waren. Das und die enorme Brutalität der Rebellen, die oft ganze Dörfer im Zuge von Vergeltungsmaßnahmen massakrierten, führten dazu, dass die Guerillakämpfer im ländlichen Raum, der ihnen früher Schutz geboten hatte, zunehmend die Unterstützung der Bevölkerung verloren. Im September 1992 wurde anhand einer speziellen europäischen Hautsalbe, die Guzman für eine Hautkrankheit bestellt hatte, sein Versteck in Lima aufgespürt. Abimael Guzmán, der immer noch die Kämpfer im ländlichen Raum dirigierte, sowie weitere führenden Köpfe (u. a. José Arcela Chiroque alias „Ormeño“, Florentino Cerrón Cardozo alias „Marcelo“, Jaime Zuñiga alias „Dalton“) der Gruppen Sendero Luminoso und MRTA wurden festgenommen. Die peruanische Regierung entwaffnete schließlich einen großen Teil der Kämpfer durch ein „Reuegesetz“ (Ley de Arrepentimiento), welches allerdings zur Bedingung hatte, dass die Betroffenen ihr Bedauern über ihre Mitwirkung bei Sendero ausdrückten und ihnen bekannte Informationen über Namen und Aufenthaltsort anderer Senderisten bekanntgaben. Durch diese Amnestie gaben bis Ende 1994 6.400 Rebellen ihre Waffen ab.
Nach seiner Verhaftung schlug Gúzman der Regierung ein Friedensangebot vor. Eine Dissidentengruppe angeführt von Óscar Ramírez Durand („Kamerad Feliciano“), setzte den Kampf jedoch unter dem Namen „Sendero Rojo“ fort. Ende der 1990er Jahre waren jedoch nur noch ca. 100 Personen (geschätzt) aktiv. 1999 wurde Feliciano verhaftet.
2003 operierten in den Kokaanbaugebieten zwei verschiedene Guerillaorganisationen, die sich auf den leuchtenden Pfad beriefen, die eine am Oberlauf des Río Huallaga, die andere im Hinterland des Río Apurímac und des Río Ene. Der Anführer der erstgenannten Gruppe, Florindo Eleuterio Flores Hala, wurde 2012 gefasst.
2010 wurde die politische Organisation „Movimiento por amnistía y derechos fundamentales“ gegründet, die dem leuchtenden Pfad nahesteht.
Am 14. September 2011 rief die peruanische Regierung einen 60-tägigen Ausnahmezustand in der Provinz Leoncio Prado und den Distrikten Cholón und Monzón aus. Als Grund nannte sie die Aktivitäten der ehemaligen Mitglieder von Sendero Luminoso in den Regionen. Diese sollen demnach dem Drogenhandel und anderen kriminellen Aktivitäten wie illegalem Abholzen nachgehen.
Die peruanische Regierung verkündete im August 2013, die Führungspersonen der Guerilla, Orlando Borda Casafranca und Martín Quispe Palomino, bei einer Kommandoaktion in der Umgebung von Llochegua getötet zu haben.
Am 27. Juli 2015 befreiten Regierungstruppen 26 Kinder, zehn Frauen und drei Männer aus einem Lager des Sendero Luminoso in der Region Valle de los Ríos Apurímac, Ene y Mantaro (VRAEM). Die Geiseln, viele davon Angehörige der Asháninka, mussten in „Produktionslagern“ arbeiten, Feldarbeit verrichten und Vieh züchten. Eine Woche darauf befreiten Soldaten weitere acht Erwachsene und sieben Kinder aus der Gewalt des Leuchtenden Pfads. Diese Aktionen, Sklavenlager und das Söldnertum ist der Splittergruppe zuzuschreiben, die im VRAEM ansässig ist und von der ehemaligen Parteiführung als Revisionisten und Antimaoisten bezeichnet werden.

## Frauen in Sendero Luminoso
Die Zahl der mujer senderista, am lucha armada (bewaffneten Kampf) beteiligte Frauen, blieb während des gesamten Krieges hoch, sie nahmen auf fast allen logistischen, militärisch und strategischen Ebenen in den Funktionen als Militantinnen, Guerilla-Kommandeurinnen und Spitzenparteiführerinnen der Organisation teil. Der hoher Frauenanteil war von Anfang an gegeben und erwünscht, der Erfolg der innerperuanischen Revolution wurde explizit von der Teilnahme der Frauen abhängig gemacht. Bis zu vierzig Prozent der Guerillakämpfer waren Frauen, es gab unzählige damas de la muerte (Damen des Todes), welche militärische Kommandos und Todesschwadronen anführten. Im Jahre 1992 waren mindestens acht der neunzehn Mitglieder des Comité Central Zentralkomitees Frauen, darunter drei der fünf Mitglieder des Politbüros, 1980 hatte mehr als ein Drittel der festgenommenen Frauen einen Studienabschluss. In Strafverfahren gegen senderista des Jahres 1987 war der überwiegende Teil weiblich. Der Sendero Luminoso war die erste Guerilla-Organisation, in der die Frau militärisch vollkommen gleichwertig gegenüber den männlichen Mitgliedern inkorporierte, die aktiv und in großem Ausmaß Frauen rekrutierte und in führenden Posten einsetzte.
Die Gruppe Movimiento Femenino Popular (MFP) entstand 1974 offiziell aus der Fusion zweier Gruppen, des Centro Femenino Popular und der Frente Femenino Universitario. Das „MFP Manifiesto“ führt die Ursprünge der Gruppe bis in die Mitte der 1960er Jahre zurück, als weibliche Studenten und Akademikerinnen begannen, ihre eigenen Gruppen und Fraktionen in anderen Studentenorganisationen zu organisieren und die ab 1968 über eine Revolution und „die These des großen Lenins über die Beteiligung von Frauen und den Erfolg einer Revolution“ nachzudenken. In diesen Jahren studierten immer mehr Frauen und versuchten, in den Arbeitsmarkt zu gelangen. Der Frauenanteil der Universität in Ayacucho war besonders hoch: im Jahre 1968 studierten 30 % Frauen, hauptsächlich in den Departamentos Geburtshilfe und Sozial- und Erziehungswesenwesen. Die ungleich verteilten Zugangschancen zu Arbeit und Bildung verschärften die Unterschiede zwischen den Klassen und zwischen Land- und Stadtbevölkerung, besonders innerhalb der weiblichen Bevölkerung. Die Frauen beteiligten und organisierten sich als Ausdruck ihres Protestes und ihrer Frustration vermehrt in verschiedenen Bewegungen.
Eine der maßgeblichen Frauen war Augusta Deyanira La Torre Carrasco (* 1946; † 1988), besser bekannt als Genossin Norah. La Torre war seit 1964 eine hingebungsvolle Maoistin und beeinflusste Abimael Guzmán, ihren Ehemann, um eine gleichberechtigte Beteiligung von Frauen innerhalb der Organisation und bei ihren militanten Aktionen sicherzustellen. Sie begleitete ihn 1965 auf seinem Aufenthalt in China, und nach ihrer Rückkehr gründete sie das Centro Femenino Popular. Augusta La Torre wurde 1946 in Huanta als Tochter des Führers der Kommunistischen Partei Carlos La Torre Córdova und Delia Carrasco geboren. Sie trat 1962 im Alter von 17 Jahren der Kommunistischen Partei Perus bei. Durch ihre Eltern lernte sie den Philosophieprofessor Abimael Guzmán kennen und heiratete ihn im Februar 1964. Sie war in der maoistischen politischen Organisation Bandera Roja aktiv und half bei der Gründung der Socorro Popular del Perú. Mit Guzmán gründete sie den Sendero Luminoso und führte als stellvertretende Befehlshaberin den ersten Anschlag der Terrorgruppe am 24. Dezember 1980 an. Sie tauchte 1978 mit Guzmán unter und starb im November 1988 unter unklaren Umständen. Da ihr Leichnam nach der Beisetzung von Kampfgenossen verschwand, wurde nie geklärt, ob es sich um Selbstmord, Krankheit oder Mord handelte, und es ist auch nicht bekannt, wo sie begraben ist. Ihre Nachfolge als Nummer zwei des Sendero trat Guzmáns zweite Frau Elena Albertina Iparraguirre Revoredo (* 14. September 1947 in Ica, Peru) genannt Genosse Miriam an. Sie wurde im April 1992 in Lima zusammen mit Guzmán festgenommen und von einem peruanischen Militärgericht zu lebenslanger Haft verurteilt. Nach der Inhaftierung übernahm eine weitere Frau, Maria Jenny Rodriquez, die Führung des Sendero Luminoso, die mit derselben Härte und Skrupellosigkeit die revolutionären Ziele der Organisation durchsetzte. Die Reihe von hochkarätigen senderistischen Frauen, die mit Macht und Stärke Führungspositionen besetzten, wird ergänzt durch Catalina Adrianzen, Teresa Durand, Edith Lagos, Carlota Tello und Laura Zambrano.

## Aufarbeitung
Nach dem Rücktritt Alberto Fujimoris wurde eine Untersuchungskommission eingesetzt, die sich mit den Menschenrechtsvergehen von Sendero Luminoso, MRTA, dem Militär und dem Geheimdienst seit den 1980er Jahren befassen sollte. Die Gesamtzahl der Toten im Sendero-Krieg schätzt diese Kommission für Wahrheit und Versöhnung (Comisión de la Verdad y de Reconciliación) in ihrem 2003 vorgelegten Abschlussbericht auf fast 70.000.
Des Weiteren kam die Kommission zu dem Ergebnis, dass Sendero Luminoso sowohl die Hauptschuld für den Ausbruch des Konflikts wie auch für alle begangenen Menschenrechtsverletzungen während dieser Periode zukommt; sie warf jedoch auch den Regierungen Garcías und Fujimoris systematische Menschenrechtsverletzungen vor. Garantien dafür, dass die Organisationen und Institutionen beider Seiten ihre Zusagen einhalten, die Empfehlungen der Kommission zu befolgen, gibt es nicht. Allerdings haben sich in der Zivilgesellschaft verschiedene Vereine gebildet, die ihre Aufgabe darin sehen, die Umsetzung der Empfehlungen zu verfolgen und zu evaluieren.
In den 1990er Jahren wurden hunderte von Menschen vor Militärtribunalen zu Gefängnisstrafen verurteilt. Bis heute sind diese Urteile umstritten und geben Anlass für Proteste und Hungerstreiks wie etwa 2002 in Cantogrande. APRODEH, eine peruanische Menschenrechtsorganisation, setzt sich für die Überprüfung aller Urteile vor einem zivilen Richter ein.
2012 entfachte ein Gesetzesentwurf der Regierung in Peru eine breit ausgetragene Kontroverse. Das Ley de negacionismo (Gesetz des Verleugnens) sah vor, die „Leugnung terroristischer Akte“ mit bis zu zwölf Jahren Freiheitsstrafe zu ahnden. Vor dem Präsidentenpalast in Lima erinnert ein Obelisk an die 4357 Opfer des Sendero Luminoso aus den Reihen der Armee, der Polizei und der Beamtenschaft.